# Fédération du Malawi de football
La Fédération du Malawi de football (Football Association of Malawi (en) FAM) est une association sportive regroupant les clubs de football du Malawi et organisant les compétitions nationales et les matchs internationaux de la sélection du Malawi.
La fédération nationale du Malawi est fondée en 1966. Elle est affiliée à la FIFA depuis 1968 et est membre de la CAF depuis 1973.